# La amenaza interior
La amenaza interior es la decimoctava novela de la serie Aprendiz de Jedi, basada en el universo de Star Wars, y está escrita por Jude Watson. Fue publicada por Scholastic Press en inglés (marzo de 2002) y por Alberto Santos Editor en español.

## Argumento
Obi-Wan Kenobi está a punto de convertirse en un adulto y su Maestro Jedi, Qui-Gon Jinn está muy orgulloso de él. Ahora ambos tendrán que enfrentarse a una extraña trama de atentados entre dos planetas que podría cambiarlos para siempre.